# H股
H股是一個中國股市術語，是中國大陸境外上市外资股的一種。H股一般指在香港聯合交易所上市的中國公司（不含港澳台註冊或在外國註冊但總部在中國大陸的公司）的外資股：一種股票類別。H股的股價指數是恒生中國企業指數，但不是所有發行H股的公司都是成份股。其他指數公司亦曾推出與H股相關的指數，例如富時集團的富時中國50指數（英語：FTSE China 50 Index；含H股、P股及紅籌股）。恒生中國企業指數之外，恒生指數有限公司亦推出恒生中國H股金融行業指數、恒生H40參考指數等等。
截至2018年6月30日，共有232間（包括停牌公司）中國公司的H股於香港聯合交易所主板上市，市值最大者為中國建設銀行；24間中國公司的H股於香港聯合交易所創業板（正式名稱）上市，市值最大者為西安海天天實業。

## 名稱
H股正式名稱是境外上市外资股。在香港，H股又名國企股，因為早期發行H股的公司均為中國國有企業；但在2013年開始，中國民營企業亦被批准發行H股，例如富貴鳥（雖然民企比亚迪H股早於2002年上市，並於2003年成為恒生中國企業指數成份股；2004年上市的H股公司中興通訊亦有時歸類為混合所有制公司，而非國有企業）；在2013年前民企多以「红筹模式」於香港上市，即在中國大陸境外註冊控股公司，於香港上市。但不是所有使用「红筹模式」的香港上市中國公司都是紅籌股（紅籌股不包括民企股（又名P股），例如腾讯、酷派集團、小米集團、吉利汽車等）。亦因為不是所有H股都是國企，故此「國企股」一名亦不再正確；因為「國企」一詞主要指「國有企業」而非「中國企業」。再者，紅籌股公司都是中國國有企業（包括央企子公司中信股份及透過國企子公司聯想控股控制的聯想集團，透過央企中國銀行控制的中銀香港（控股）等等），故此，單單用「國企股」一詞，指不包括紅籌股的H股國企，亦不正確；在新加坡交易所上市的中國國企境外上市外资股，有時亦被歸類為S股，例如中新药业（中新药业同時於上交所上市）。
A、H、N股公司华能国际电力的姊妹公司山東華能發電只曾公開發行美國存託憑證（又名美国存托股；俗稱N股），其後被華能國際電力吸收，故此「境外上市外资股」亦並非與H股完全相同；大唐国际发电在1997年同時發行H股及L股（伦敦证券交易所）。2018年，海爾集團亦被批准於德國中欧国际交易所發行D股，故此正式來講，H股只是「境外上市外资股」的一種，只是「境外上市外资股」主要是H股；根據統計，2017年，用H股、N股、「红筹模式」等於中國大陸境外上市的企業之中，選擇香港上市仍為大多數，其次是美国。

## 歷史
第一間發行H股的公司是青岛啤酒（1993年）。在1993年之前，中國國有企業以紅籌股形式在香港上市，例如借殼上市的中信泰富、中國光大國際、中國航天國際控股等等。1994年，華能國際電力以發行美國存託憑證的方式，在纽约证券交易所流通其「境外上市外资股」，1998年才正式於香港聯合交易所上市H股。
2014年，万科實施B轉H，取消B股於深交所上市，並全數轉為H股於香港聯交所上市。
2014年開始，中國實施深港通、沪港通，使中国大陆居民可以透過該機制購買部分合乎該機制的香港股票（部份H股、紅籌等）；反之，香港居民亦可以透過該機制購買在深交所、上交所上市、合乎該機制的股票。監管機構定期公佈合規名單。
一般來講，同時發行上市AH股的公司之中，A股股價比H股有溢价，報章與證券公司均會統計及公佈溢价表，例如《香港經濟日報》。根據報導，自從深港通、沪港通推出以來，部分公司的AH股溢价有所收窄，因為中國大陸居民「南下」購買H股（香港傳媒稱為「北水」）。
2017年2月，恒生指數有限公司公佈改革H股（國企股）指數恒生中國企業指數，在H股公司以外，研究加入紅籌股及民企股。恒生指數有限公司並在2018年推出只有40隻H股成份股的恒生H40參考指數，以作區分恒生中國企業指數的功能。在2002年，恆生亦推出含有H股、紅籌股及民企的指數恒生中國（香港上市）100指數。
2018年，《H股“全流通”试点》正式公佈，股東可以申請將中國公司的A股轉變為H股，並可以在未來將H股在香港聯交所放售。聯想控股成為第一間全流通试点公司。

## 註腳
1. ↑  境外上市外资股（H股、D股[1]、N股、S股）與內資股（或稱A股）、境內上市外资股（或稱B股）有所不同
2. ↑  不是富時中國A50指數